# Miljard
Miljard è un album in studio del gruppo musicale finlandese Circle, pubblicato nel 2006.

## Tracce

### Disco 1
1. Parmalee - 19:58
2. B.F.F. - 8:14
3. Duunila - 21:11
4. Manni - 8:45
5. Salenius - 5:01

### Disco 2
1. Sophie - 13:08
2. Muhle - 4:49
3. Cornelia - 7:47
4. Bakkis - 3:36
5. Viitane - 22:36